# Merseburg
Merseburg (pronunciación en alemán: /ˈmɛʁzəˌbʊʁk/ⓘ) es una ciudad situada al sur de Sajonia-Anhalt, capital del distrito de Saale.
Tietmaro de Merseburgo (975-1018) fue el cuarto obispo de la diócesis de Merseburg, cuya catedral fue consagrada en 1021 en presencia del emperador Enrique II.
A comienzos de la Primera Guerra Mundial, se instaló en la ciudad un campo de prisioneros, que recibió la visita de delegados españoles el 15 de marzo de 1916, el 9 de mayo de 1916 (en esta fecha estaban recluidos 5559 prisioneros), otra visita el 18 de septiembre de 1916, a continuación el 21 y el 22 de septiembre, después otra visita el 19 de febrero de 1917 (por entonces allí había 26.922 prisioneros en total).
En Merseburg se ha encontrado uno de los testimonios más antiguos de la literatura alemana: los Merseburger Zaubersprüche (Versos mágicos de Merseburg), que se hallaban depositados en la biblioteca del cabildo de la catedral de esta ciudad. Se incluyen en un manuscrito teológico de los siglos IX/X procedente de Fulda y se encontraron en 1841; fueron editados por vez primera por Jacob Grimm en 1842. Es el único testimonio conocido de la religiosidad germana pagana; está redactado en alemán antiguo y su significado es oscuro.